# Mikhaïl Kalik
Mikhaïl Naoumovitch Kalik (en russe : Михаи́л Нау́мович Ка́лик), né le 27 janvier 1927 à Arkhangelsk et mort le 31 mars 2017 à Jérusalem, est un réalisateur et scénariste soviétique.

## Biographie
Mikhaïl (Moïsseï) Kalik nait dans une famille juive, d'Arkhangelsk.
Son père Naoum Kalik est acteur du théâtre de marionnettes et l'un des fondateurs du Théâtre de la jeunesse ouvrière d'Arkhangelsk, la mère prénommée Lea-Liba est originaire d'une riche famille de Kiev.
D'abord inscrit à la faculté d'histoire du théâtre de l'Académie russe des arts du théâtre Kalik transfère son dossier d'étudiant en 1949 à l'Institut national de la cinématographie (VGIK) où il étudie dans la classe de Grigori Alexandrov.
En 1951, étiqueté avec plusieurs autres étudiants de «nationaliste bourgeois juif» il est arrêté et accusé d'activités contre-révolutionnaires. La sentence de dix ans de détention est prononcée à son encontre. On l'envoie à la prison de Lefortovo, puis au camp d'Ozerlag (Taïchet) et autres sites du Goulag. Il ne sera relâché et réhabilité qu'à l'ère de la déstalinisation. Il reprend ses cours cette fois sous la direction de Sergueï Ioutkevitch et sort, diplômé du VGIK en 1958.
Il débute avec l'Ataman Kodr, film d'aventure avec les éléments de folklore moldave coréalisé avec Boris Rytsarev aux studios Moldova-Film (en) en 1958. La même année, les deux réalisateurs enchaînent avec l'adaptation de la Débâcle de Fadeiev sortie sous le titre La Jeunesse de nos pères. Kalik réalise ensuite seul La Berceuse (Kolybelnaïa, 1960) et L'homme suit le soleil qu'on peut aussi traduire par À la recherche du soleil (Chelovek idet za solntsem, 1962), inspirés du cinéma français de la Nouvelle Vague. L'influence de la nouvelle vague est tout particulièrement décelable dans L'homme suit le soleil où on retrouve les similitudes avec Le Ballon rouge (1956) de Albert Lamorisse.
Kalik considère comme sa plus grande réussite l'adaptation de la nouvelle de Boris Balter Adieu, les gosses ! sorti en 1964. Le film trouvera difficilement son public à cause de la censure soviétique,.
Avec Inna Toumanian en 1968, il réalise Aimer (Liubit) où au sujet fictif se mêlent les interviews tournées dans le genre documentaire dont une du prédicateur Alexandre Men alors inconnu des médias. Le film est censuré, les coupures sont réalisées sans accord de ses auteurs et sa projection est limitée. Il est finalement retiré de la distribution en été 1969.
Peu avant son immigration pour Israël, en 1971, Kalik porte à l'écran Le Prix (The Price, 1968), la pièce d'Arthur Miller que les spectateurs ne découvriront qu'en 1989, car en Union soviétique les œuvres des artistes partis à l'étranger sont bannies de la scène culturelle.
Installé en Israël depuis 1971, il se consacre à la télévision et au travail d'enseignement. Il tournera un long métrage Trois et une en 1975, des courts métrages et des documentaires. En 1989, la perestroïka lui offre l'occasion de retrouver sa terre natale. Il en profite pour retrouver les pellicules originales et restaurer son film Aimer. En 1992, sort Et le vent revient son dernier film, largement autobiographique.
Le réalisateur meurt à Jérusalem des suites d'une longue maladie le 31 mars 2017.

## Filmographie
- 1958 : L'Ataman hors-la-loi (ru)[9] (Атаман Кодр) co-réalisé avec Boris Rytsarev et Olga Oulitskaïa (ru)
- 1958 : La Jeunesse de nos pères (ru) (Юность наших отцов) co-réalisé avec Boris Rytsarev
- 1960 : La Berceuse (Колыбельная)
- 1961 : À la recherche du soleil ou L'homme va vers le soleil (Человек идёт за солнцем)
- 1964 : Adieu, les gosses ! (До свидания, мальчики)
- 1968 : Aimer (Любить...) co-réalisé avec Inna Toumanian
- 1969 : Le Prix (ru) (Цена)
- 1975 : Trois et un[10] (Трое и одна)
- 1991 : Et le vent revient (cy) (И возвращается ветер…)